# István Gergely
István Gergely (né le 20 août 1976 à Dunajská Streda, en Tchécoslovaquie) est un joueur de water-polo hongrois, double champion olympique en 2004 et 2008. Il a représenté la Slovaquie lors des Jeux de 2000.